# MEN'Sテイオー
MEN'Sテイオー（メンズ・テイオー、1966年12月16日 - ）は、日本のプロレスラー。本名：大塚 武生（おおつか たけお）。

## 経歴
東海大学在学中にUWF関東学生プロレス連盟でテリー・ファックとして学生プロレスを始める。
東海大学卒業後、スポーツジムのインストラクターとして働いていたが退職してユニバーサル・プロレスリングに入門。
1992年9月7日、ユニバーサル・プロレスリング伊勢崎市民体育館大会で大塚 武生（おおつか たけお）として対スペル・ティグリート戦でデビュー。10月25日、リングネームをテリー・ボーイに改名。
1993年6月、みちのくプロレスに移籍。
1994年、新日本プロレスに参戦した際に、学生プロレス及び出身者を嫌う風潮があった新日本プロレスの一部所属選手から目の敵のように扱われ、袋叩きやタッチ拒否の理不尽な扱いを受けた。後にプロレスに対する姿勢を目の当たりにした大谷晋二郎が報道陣の前で土下座して詫びしたことでわだかまりは解けている。9月15日、ディック東郷、獅龍と共にルード軍「平成海援隊」を結成。
1995年、怪我で欠場。
1996年1月10日、怪我からの復帰を機にリングネームをMEN'Sテイオー（メンズ・テイオー）に改名と同時に軍団名を「海援隊☆DX」に改名。6月14日、タッグチーム「夢狩人」で活動していたTAKAみちのくと船木勝一が海援隊☆DXに加入。
1998年1月、みちのくプロレスを退団。3月、WWFと契約を結ぶ。
1999年3月、会社とそりが合わなかったことからWWFを退団。4月、日本に帰国後、大日本プロレスに入団。
関本大介とユニット「MEN'S CLUB（メンズ・クラブ）」（テイオーを師と仰ぐスーパーアスリート達が集うグループ）を結成（オリジナルメンバーは関本と伊東竜二）。デスマッチ団体を標榜する大日本の中でレスリング路線を主体とし、後の『ストロングBJ』につながる礎を築く。一方で団体の売りであるデスマッチ路線においても、ファイヤーデスマッチで殺虫剤を火炎放射器にしたりするなど、持ち前のひらめきで対戦相手や観客の想像を超えた凶器の使い方を見せ異彩を放つ。このため、大日本で045邪猿気違'sが主宰する「スクール・オブ・デス」では、理事長として参加。
また、暗黒プロレス組織666では、学生プロレス時代の経験を生かした会場実況として参加し、「バカ社長」ことクレイジーSKBの監視と共に忍と大石真翔等のメンズクラブに関する問題で頭を抱えている。
ファイトスタイルから腕を使うことが多く、2011年2月に右腕を骨折した際は回復が思わしくないまま9月まで参戦したが、腕の手術を決断し欠場。2012年5月に復帰してからは回復具合を見計らいながら出場しデビュー20周年を迎えた。
2013年下期からは大日本所属の選手が大量に欠場したこともあって再び活躍を見せるようになり、2014年1月25日にはプロレスリング・ノアに初参戦している。またユニオンプロレスでは福田洋と『World MEN'S Club』を結成しUWA世界タッグ王座を獲得して久々にベルトを手にしている。
2015年よりフリー転向。ユニオンを中心に参戦。古巣大日本にも時折参戦。6月からはKAIENTAI DOJO、8月からはWRESTLE-1にもそれぞれ参戦。
2020年現在はプロレスリング・SECRET BASEにレギュラー参戦しているほか、暗黒プロレス組織666にて実況を担当している。

## 人物
ゲイの気があるらしく(本人は否定)、自分のことを「姐さん」と呼んでいるDDTの男色ディーノとは関わることを拒んでいる（ただし過去にシングル戦（GAY世界アナル級タイトルマッチ）で対戦したことはある。結果はテイオーの勝利）。このことから、葛西純からは「男か女か分からない」と言われている。さらにはサムライTVの特番で、電車内で痴漢に遭ったことを暴露したところ、同席していた風香から「男の人が好きなんですよね」とまで言われている。
ジャイアント馬場が生前、学生プロレスの選手に受け身の取り方等を指導していたことがあり、その指導された選手の中にテイオーがおり、テイオーは馬場から直接指導を受けている。なお、テイオーがプロレスラーになってからは、馬場存命時の全日本プロレスには一度も出場した事がなく、全日本プロレスに出場したのは馬場没後の2019年なってからである。

## 得意技
古典的アメリカンプロレススタイルが特徴。一瞬の丸め込みや一点集中攻撃の理詰めなレスリングを得意とする一方で、狡猾なラファイトも得意としており、デスマッチやコミカルスタイルにも対応出来る懐の深いレスリングスタイルでもある。みちのくプロレス時代は、空中殺法主体のルチャリブレスタイルの選手が多かったため、アメリカンプロレススタイルに重点を置くテイオーは短期間のうちに高い壁へと成長した。
ミラクルエクスタシー
チョークスラムのように相手の喉をつかんで持ち上げ、そこからパワーボムの要領で前に落とす技。
旧名：ノンストップスカイライナー、パラダイスゴーゴー。
セクシャルエクスタシー
相手の股間を掴んでのミラクルエクスタシー。男色ディーノ戦で自身を師と仰ぐディーノをこの技で下し格の違いを見せつけた。
ブレーンバスター
テイオーの場合、抱え上げてから落下するまでの時間が長い。いわゆる長滞空式。
スピニング・トーホールド
師匠テリー・ファンクから受け継いだ技の一つ。
ローリング・エルボー
ディスカス・エルボーとも呼ばれる。
トルネードクラッチ
飛行機投げの体勢からクラッチを解かずに、ブリッジを決めてフォールを奪う固め技でいわゆるファイヤー・マンズ・キャリーホールド。別名：テイオー・クラッチ。
CK（カルヴァン・クライン）
アトミック・ドロップの要領で抱え上げた相手を旋回させ、相手の胸元に左肘をそえて落下させる変形のサイドバスター。
アルマーニX
ジャックハマーと同型。
テイオーロック
羽根折り固めと同型。
テイオーロックII
ナガタロックIIIと同型。
テイオーデスロック
インディアン・デスロックの体勢から後方に倒れ込んで負荷を加える。アントニオ猪木が得意としたリバース・インディアン・デスロックの体勢から後方に倒れ込むものとは仕掛ける相手の状態が前後逆である。
ロイヤルロック
四の字に交差させた相手の片足を両手で持ち、折り曲げた方の足を自身の両足で固定して振動を加える変形の足4の字固め。
鉄柱四の字
自身の右足の代わりに鉄柱を使用して決める足4の字固め。反則カウントを取られるか、場外カウントを取られる。

### 合体技
ファイト一発
関本大介及び葛西純との合体技。テイオーが「ファイト」と叫びながらローリング・エルボーを放った後、「一発」と叫びながら、関本はラリアットを、葛西は蛍光灯攻撃を放つ。
TTインパクト
TAKAみちのくとの合体技。テイオーがパワーボムで抱え上げた相手にTAKAがスワンダイブ式ラリアットを決める。
TTインパクト2004
こちらもTAKAみちのくとの合体技。こちらはラリアットではなくTAKAがスワンダイブ式ニールキックを決める。
アブノーマル・スープレックス
海援隊DX時代の合体技でダブル・チョークスラムの体勢から後方にブリッジして決めるフェイス・バスター。
ハルマゲドン
こちらも海援隊DX時代、獅龍およびディック東郷との合体技。獅龍のダイビング・ボディ・プレス、テイオーのダイビング・エルボー・ドロップ、東郷のダイビング・セントーンを続けざまに放つ。

## タイトル歴
みちのくプロレス
- みちのくふたり旅優勝

大阪プロレス
- スーパーウェルター級王座

大日本プロレス
- BJW認定ヘビー級王座
- BJW認定ジュニアヘビー級王座
- WEWハードコアタッグ王座
- 大日本最侠タッグリーグ戦優勝

CZW
- CZW世界タッグ王座
- CZW世界ジュニアヘビー級王座

DDTプロレスリング
- GAY世界アナル級王座

ユニオンプロレス
- UWA世界タッグ王座

KAIENTAI DOJO
- STRONGEST-K TAG王座
- UWA世界ミドル級王座

プロレスリングSECRET BASE
- CAPTAIN OF THE SECRET BASE無差別級タッグ王座

TTTプロレスリング
- TTT認定インディー統一6人タッグ王座

## 入場曲
- MONDO CONDO（HALLELUJAH） ※「大日本プロレステーマ曲コレクション」に収録

## 一子相伝 男のイロハ47テクニック
2008年12月31日、プロレスサミット後楽園ホールで行われた15分間の制限時間内に若手選手を中心にした複数の選手を相手にテイオーが1人で頭文字が、いろは順のプロレス技を順に仕掛けるエキシビションマッチが行われた。太鼓の合図と共に一文字ごとに該当の字がスクリーンに映され挙行される。
- 「い」一本足頭突き
- 「ろ」ロックアップ（プロレス技ではない）
- 「は」ハンマー投げ
- 「に」ニークラッシャー
- 「ほ」ボディスラム
- 「へ」ヘッドロック
- 「と」トルネードクラッチ
- 「ち」チョークスラム
- 「り」リストクラッチ
- 「ぬ」ヌド
- 「る」ルーテーズプレス
- 「を」オクラホマスタンピード
- 「わ」ワンハンドバックリーカー
- 「か」鎌固め
- 「よ」ヨーロピアンクラッチ
- 「た」ダブルアームスープレックス
- 「れ」レッグロック
- 「そ」ソバット
- 「つ」ツームストーン
- 「ね」ネックブリーカー
- 「な」投げっ放し式ジャーマンスープレックス
- 「ら」ランニングネックブリーカー
- 「む」無双
- 「う」ウラカン・ラナ
- 「ゐ」胃袋固め
- 「の」ノーザンライトボム
- 「お」オールドスクール
- 「く」首固め
- 「や」ヤシノ実割り
- 「ま」卍固め
- 「け」ケブラドーラ・コンヒーロ
- 「ふ」フライングボディアタック
- 「こ」コブラツイスト
- 「え」エビ固め
- 「て」テキサスクローバーホールド
- 「あ」アームブリーカー
- 「さ」逆さ抑え込み
- 「き」キーロック
- 「ゆ」弓矢固め
- 「め」目つぶし
- 「み」耳そぎチョップ
- 「し」地獄突き
- 「ゑ」エクスプロイダー
- 「ひ」ヒップアタック
- 「も」モンゴリアンチョップ
- 「せ」旋回式パワーボム
- 「す」スピニングトーホールド

以上「ん」を除く47文字のプロレス技を残り4秒で全てやり遂げた。